# Pulgarcita (película de 1994)
Pulgarcita (título original en inglés: Thumbelina, también conocida como Hans Christian Andersen's Thumbelina) es una película de dibujos animados estrenada el 30 de marzo de 1994, dirigida por Don Bluth y Gary Goldman y producida por Don Bluth Ireland Limited. Está basada en el cuento infantil de Pulgarcita, escrito por Hans Christian Andersen. La película tuvo un presupuesto de 28 millones de dólares, pero fue un fracaso en taquilla recaudando 11,373,501 de dólares.

## Argumento
La película comienza en París del siglo XVII, donde la golondrina Jacquimo (Gino Conforti) comienza a contar la historia de una mujer solitaria (Barbara Cook) quien quiere tener un hijo desde hace mucho tiempo. Un buen día, una bruja buena la visita y le da un grano de cebada mágico para plantarlo. Al día siguiente, el grano de cebada mágico ha brotado y florecido, y del capullo de la flor surge una pequeña niña "no más grande que su dedo pulgar". La mujer la llama Pulgarcita (Jodi Benson).
Pulgarcita vive feliz en la granja de su madre y con los animales, aunque está preocupada porque no conoce a nadie de su tamaño. Una noche, su madre le cuenta una historia sobre hadas y, después de ser acostarse, Pulgarcita imagina que algún día ella será capaz de encontrar a alguien a quien amar. Mientras tararea para sí misma, el príncipe Cornelius, el Príncipe de las Hadas (Gary Imhoff), vuela hasta la ventana donde se encuentra ella y queda encantado ante su voz. Los dos montan a lomos del abejorro de Cornelius, Bumble, y durante ese viaje se enamoran. Pero, durante el paseo, un sapo llamado Grundel (Joe Lynch) ve a Pulgarcita y le declara a su madre, la señora Sapo (Charo), que la quiere.
El príncipe devuelve a Pulgarcita a su ventana y le promete volver al día siguiente para conocer a su madre. Después de que él se vaya, Pulgarcita se va a dormir a su cama de nuez y es raptada por la Señora Sapo. Cuando se despierta a la mañana siguiente, descubre horrorizada que está sobre una hoja de nenúfar, lejos de casa. La señora Sapo le anuncia que se va a convertir en miembro en su compañía teatral familiar "Sapos Cantores de España" y que deberá casarse con Grundel. Los sapos la dejan sola para ir a buscar el cura y Pulgarcita pide ayuda. Jacquimo, quien la oye, la ayuda a salir de la hoja de nenúfar y la anima a seguir a su corazón y encontrar su camino a casa para ver a su madre. La golondrina jura que encontrará a Cornelius, quien vive en el Valle Encantado de las Hadas. Mientras tanto, el príncipe, quien ya se ha enterado del secuestro de su amada, ha comenzado a buscarla.
Cuando Pulgarcita ya está cerca de su casa, la aborda el escarabajo Berkeley (Gilbert Gottfried), quien desea que ella cante en el Baile de los Escarabajos. Pulgarcita se ve obligada a actuar en el baile disfrazada de insecto, pero su vestido se rompe durante la actuación y al final es expulsada por ser "demasiado fea". Por otro lado, Grundel quien también está buscando a Pulgarcita, encuentra al escarabajo y lo obliga a ayudarle a encontrarla. 
Llega el otoño y, mientras busca el Valle de las Hadas, un fuerte viento empuja a Jacquimo contra un árbol, clavándose una astilla en el ala. Cuando llega el frío invierno, Jacquimo comienza a estar demasiado débil para volar. Por otro lado, la nieve provoca que Cornelius se caiga de su abejorro a un estanque, que se congela y lo atrapa bajo el agua. Casualmente, el escarabajo encuentra a Cornelius congelado en el estanque y corta un bloque de hielo con Cornelius dentro para dárselo a Grundel. Mientras tanto, en su casa, la madre de Pulgarcita solo puede esperar a que ocurra lo mejor.
Pulgarcita se refugia del frío dentro de un zapato abandonado, pero es descubierta por la señora Rata (Carol Channing), quien la acoge hospitalariamente en su madriguera y le cuenta que Cornelius está muerto. La señora Rata invita a su huésped a visitar con ella al Señor Topo, su rico vecino, para quien Pulgarcita canta por consejo de la señora Rata. Dando un paseo por los extensos túneles del señor Topo, Pulgarcita descubre a Jacquimo, aletargado por el frío. El señor Topo le confiesa a la Señora Rata que le gustaría casarse con Pulgarcita, y ella accede a convencer a la joven de ello. Grundel se entera de que Pulgarcita se va a casar con el señor Topo y abandona a Cornelius, permitiendo así que unos bichitos amigos de Pulgarcita enciendan un fuego para derretir el hielo que ha atrapado a Cornelius.
Una noche, Pulgarcita sale sigilosamente de la casa de la señora rata para visitar a Jacquimo. Él despierta y Pulgarcita le cura el ala, pero antes de que ella pueda explicarle que Cornelius está "muerto", Jacquimo se va volando, aún diciendo que encontrará el Valle de las Hadas. 
Llega el día de la boda, pero cuando el ministro pregunta a Pulgarcita, ella responde que no se podía casar con el señor Topo. Ella huye, perseguida por Grundel, el escarabajo y los invitados, pero Cornelius y los bichitos intervienen, y el príncipe se enfrenta a Grundel en una batalla que termina con ambos cayendo a un abismo. Por su parte, Pulgarcita, quien no ha visto a Cornelius, logra derribar una montaña de joyas detrás de sus perseguidores, asustándolos a todos. 
La joven logra salir a la superficie, donde la encuentra Jacquimo, quien dice que por fin ha encontrado el Valle de las Hadas. La golondrina conduce a Pulgarcita hasta el valle, pero éste está helado y cubierto de nieve, y ella, hambrienta y aterida de frío, sólo desea volver a casa. Sin embargo, la golondrina logra convencerla de que comience a cantar. El hielo se funde poco a poco, comienzan a aparecer las flores y finalmente Cornelius aparece para reunirse con su amor y proponerle matrimonio. Pulgarcita acepta y, cuando ambos se besan, unas preciosas alas brotan de la espalda de ella. Posteriormente, la boda se celebra con la asistencia de la madre de Pulgarcita, los animales de la granja y la familia de Cornelius.
Durante los créditos se desvela que el escarabajo vuelve a su vida normal de cantante y que recupera sus alas. Grundel, quien sólo se rompe una pata, sobrevive a la caída y acaba por enamorarse de un sapo hembra. Por su parte, el señor Topo se casa con la señora Rata. Pulgarcita y el Príncipe Cornelius se casan y viven felices eternamente para siempre.

## Reparto
Inglés (Estados Unidos e Irlanda)
- Jodi Benson: Pulgarcita
- Gino Conforti: Jacquimo
- Barbara Cook: Mamá de Pulgarcita
- Will Ryan: Heróe
- June Foray: Reina Tabitha
- Kenneth Mars: Rey Colbert
- Gary Imhoff: Príncipe Cornelius
- Joe Lynch: Grundel
- Charo: Sra. Sapo
- Danny Mann: Mozo
- Loren Lester: Gringo
- Kendall Cunningham: Bicho Bebé
- Tawny Sunshine Glover: Gnatty
- Michael Nunes: Li'l Abeja
- Gilbert Gottfried: Sr. Abeja
- Pat Musick: Sra. Conejo
- Neil Ross: Sr. Zorro/Sr. Oso
- Carol Channing: Sra. Raticampo
- John Hurt: Sr. Mole

## Doblaje

### Español (Latinoamérica)[5]
- Elena Ramírez: Pulgarcita
- Marianne: Pulgarcita (Canciones)
- Arturo Mercado Jr.: Príncipe Cornelius
- Ricardo Silva: Príncipe Cornelius (Canciones)
- Arturo Mercado: Jacquimo
- Magdalena Leonel: Mamá de Pulgarcita
- Vicky Córdova : Mamá de Pulgarcita (Canciones)
- Azucena Rodríguez: Reina Tabitha
- Rocío Garcel: Sra. Raticampo
- Sarah Souza: Sra. Sapo
- Yekina Pavón: Sra. Sapo (Canciones)
- Gerardo Vásquez: Grundel
- Enrique Mederos: Sr. Escarabajo
- Nicolás Silva: Sr. Escarabajo (Canciones)
- Rolando de Castro Sr.: Topo
- Patricia Hannidez: Abejita
- Cecilia Gómez: Insecto pequeña
- Leyla Rangel: Gnatty
- Ángel Casarín: Sacerdote

### Español (España)
Fue la primera película de Don Bluth en ser doblada en España. La versión española fue dirigida por Antonio Lara y se dobló en el estudio Sonoblok, S.A. (Barcelona) en 1994.
- Joël Mulachs: Pulgarcita
- Eduard Doncos: Jacquimo
- Marta Martorell: Mamá de Pulgarcita
- María Dolores Gispert: Reina Tabitha
- Dionicio Masías: Rey Colbert
- Ángel de Gracia: Príncipe Cornelius
- Eduardo Muntada: Grundel
- Nina: Sra. Sapo
- Carles Velat: Mozo
- Enric Isasi-Isasmendi: Gringo
- Jessica Rodríguez: Trompi
- Roser Vilches: Bichito Bebé
- David Jenner: Abejita
- Carmen Capdet: Sra. Conejo
- Antonio Gómez de Vicente: Sr. Zorro
- Quim Sota: Edgar, el escarabajo